# Arsenio Rodriguez
Pour les articles homonymes, voir Rodriguez.
Arsenio Rodríguez (né le 30 août 1911 - mort le 31 décembre 1970) est un musicien, compositeur et chef d'orchestre cubain qui a inventé le son montuno, mélange de son cubain et du guaguanco. Ce compositeur prolifique a écrit presque deux cents chansons.

## Biographie
Ignacio de Loyola Rodríguez Scull est né à Güira de Macurijes dans la province de Matanzas, dans une famille pauvre et nombreuse qui avait conservé la mémoire et, en partie, la langue d’un arrière-grand-père esclave Congo.
Enfant en bas âge, un cheval (ou mule) lui a donné un coup de pied dans la tête et il est devenu aveugle. Ceci lui vaudra plus tard le surnom de "ciego maravilloso" (l'aveugle merveilleux).
Plus tard, il devient un des joueurs de tres (une guitare à 3 cordes doublées qui deviendra l'instrument phare du son) les plus renommés sur l'île. Les son montunos prennent une saveur particulière et conquièrent le public, principalement les afro-cubains qui se révèlent être particulièrement réceptifs à une musique collant aux racines africaines si bien entretenues dans la famille de Arsenio.
En 1936, il joue ses propres compositions avec le Sexteto Boston, dirigé par son cousin Jacinto Scull. Le groupe se dissout en 1937, et il rejoint le Septeto Bellamar du trompettiste José Interián (qui marqué de sa présence l'histoire du Son habanero) en 1938. En 1939, il enregistre avec l'Orquesta Casino de la Playa,.
Arsenio Rodriguez, forme en 1940 à la Havane un groupe de “son” qu’il façonne progressivement selon son intuition : il introduit d’abord la “tumbadora” pour enrichir la trame rythmique, ajoute une deuxième, puis une troisième trompette, et enfin un piano. Selon l'historien de la musique cubain Fernando Ortiz, la première fois qu'une conga a été utilisée dans la musique cubaine, c'était en 1936, lorsque le flûtiste cubain Gilberto Valdéz a présenté Cecilia Valdéz dans un opéra folklorique afro-cubain. Arsenio a été crédité d'être le premier à introduire la conga à la musique de danse populaire de Cuba,.
Les enregistrements se poursuivent au début de 1941 avec Corazón de hielo, Todos seguimos la conga, No hace na'la mujer et Yo tuve la culpa. En 1943, le conjunto obtient un contrat avec Radio Mil Diez, une station de radio diffusée depuis La Havane proche des syndicats, du Parti Socialiste et défendant les travailleurs et les noirs. Cette radio a diffusé pendant cinq ans, entre 1943-1948, et a joué un rôle important dans le façonnement de la musique cubaine contemporaine et a servi de rampe de lancement pour divers styles de musique.
S'ensuivent d'autres de ses compositions comme Triste Lucha, A buscar camarón, Mi chinita me botó, Oye mi consejo, Yo no como corazón de chivo.
Au début des années 1950, Rodríguez se rend aux États-Unis où il espère être guéri de sa cécité, mais on lui dit que ses nerfs optiques ont été complètement détruits. Cette expérience le conduit à composer le boléro La Vida es un Sueño (La vie est un rêve),.
Au milieu des années 1950, Arsenio vit dans un appartement au cinquième étage du 23e East Building, sur la 110e Rue, entre Madison et la Cinquième Avenue. Un jour, un incendie se déclare. Quelqu'un crie : "Il y a du feu au 23 110th Street...". Le chanteur Luis Wito conduit Arsenio hors du bâtiment, et c'est ici que sa célèbre chanson Fuego en el 23 est née,,.
À la fin des années 1960, l'engouement pour le mambo s'est éteint et Rodríguez continue à jouer dans son style typique. Il enregistre quelques numéros de boogaloo, sans grand succès. La popularité de son groupe décline.
Il meurt d'une pneumonie dans un relatif oubli à Los Angeles en 1971.
Aujourd’hui, ses compositions sont reprises, à Cuba, dans tout le monde latino et même au-delà. Sa discographie est vaste et de grande qualité.
À partir de la fin des années 1990, le guitariste de jazz Marc Ribot a enregistré deux albums principalement de compositions ou de chansons de Rodríguez dans son répertoire : Marc Ribot y los Cubanos Postizos et Muy Divertido.

## Discographie

### Albums
- Dame un cachito pa huele/Cangrejo fue a… (RCA, 1946)
- Semilla de caña brava (RCA, 1946)
- Lo dicen todos: La vida es un sueño (RCA, 1947)
- Serenede (SMC, 1947)
- El cerro tiene la llave/No vuelvo a Morón (RCA, 1948)
- Esa china tiene coimbre/A Belén le toca ahora (RCA, 1948)
- Rumba palo cucuye/Tintoere ya llegó (SMC, 1948)
- Yo no engaño a las nenas/Tecoloro (SMC, 1948)
- Palo tiene curey/Él (RCA, 1949)
- Anabacoa (RCA, 1950)
- Caminante y labori/Mira que soy chambelón (RCA, 1951)
- Pa que gocen/Jagüey (Tico, 1952)
- Mambo en la cueva (RCA, 1956)
- Buenavista en guaguancó/Carraguao alante (Puchito, 1957)
- Tribilín cantore (Blue Note, 1958)
- Son pachanga (SMC, 1962)
- La pachanga (Tico, 1963)
- Arsenio dice (Tico, 1968)
- Primitivo (Tico)
- Sabroso y caliente	(Antilla, 1992)
- Los barrios de La Habana (Orfeon, 2003)
- Vol. 2 (Ansonia)

### Albums dédiés en son hommage
- Orquesta Harlow: Tribute to Arsenio Rodríguez (Fania, 1971)
- Marc Ribot y los Cubanos Postizos: The Prosthetic Cubans (Atlantic, 1998)
- Marc Ribot y los Cubanos Postizos: ¡Muy divertido! (Very Entertaining!) (Atlantic, 2000)